# 中国共产党湖南省委员会外事工作委员会办公室
湖南省人民政府外事办公室是中华人民共和国湖南省人民政府负责管理湖南省外事侨务工作的组成部门。与中国共产党湖南省委员会外事工作委员会办公室一个机构两块牌子。

## 内设机构
- 秘书处
- 礼宾处
- 涉外管理处
- 出国管理处
- 友好城市处
- 新闻文化处
- 侨政工作处
- 侨务联络处
- 港澳事务处
- 人事处
- 监察室
- 省对外友协办公室[1]

## 直属机构
- 湖南省对外友好合作服务中心
- 湖南省中国旅行社
- 湖南省七三一办公室
- 驻京联络处